# ويليام أوبراين (سياسي أمريكي)
ويليام أوبراين (بالإنجليزية: William O'Brien)‏ هو سياسي أمريكي، ولد في 27 يوليو 1969. حزبياً، نشط في الحزب الديمقراطي.